# Star Modelo Z-62
El Star Modelo Z-62 es un subfusil  desarrollado por empresa de armas cortas española STAR, Bonifacio Echeverría S.A.. Esta empresa se ubicaba en la localidad guipuzcoana de Éibar en País Vasco, España. Esta localidad y su entorno, la comarca del Bajo Deva, tienen una gran tradición en la fabricación armera llegando a adquirir el sobrenombre de la ciudad armera.
El Star Modelo Z-62 se desarrolló en 1962 para reemplazar al anterior subfusil de esa marca, el  Star Modelo Z-45.

## Descripción
Es accionado por retroceso y dispara a cerrojo abierto. Las primeras variantes tenían un gatillo-selector con dos secciones, como el de la ametralladora MG 34, que les permitían disparar en modo semiautomático y en modo automático.
Esté modelo de subfusil es el primero de la segunda generación de este tipo de armas que fabricó la Star. Tomando como base el Z-45 surge el nuevo modelo de subfusil compacto Z-62 haciéndolo más ligero, manejable, simple, robusto y seguro. Esta nueva arma se fabricó para los cartuchos 9 x 19 Parabellum y 9 x 23 Largo (9 mm Bergmann-Bayard). De menor tamaño que su antecesor posee la ventaja de un desmontaje muy simple sin más herramientas que los propios elementos que acompañan al arma. La seguridad se ha mejorado ostensiblemente respecto al modelo anterior.
El Z-62 se acerca mucho al segmento del pistola automáticas que al de las armas largas pudiendo ser disparado en guardia baja con una sola mano. También es posible realizar el disparo con el arma en el hombro gracias al culatín extensible que posee.
La robustez del nuevo modelo de subfusil se complementa con su hermeticidad que lo hace muy resistente a los problemas que se derivan el contacto con el barro o la arena. La hermeticidad se logra con un diseño que reduce todas las ventanas posibles dejando solo dos huecos en el tubo del cierre, uno para la alimentación de la munición y otro para la extracción de las vainas de los cartuchos. Estos huecos se cierran en el funcionamiento normal del arma, el de alimentación cuando lleva puesto el cargador y el de extracción cuando el cerrojo está en posición cerrada o avanzada.
La seguridad el arma se incrementa con un mecanismo que bloquea el cerrojo, impidiendo que se arme por un movimiento brusco o un golpe. Así mismo posee un sistema que impide la posibilidad de percusión prematura del cartucho antes de que este esté totalmente posicionado en la recámara. 
La manilla del cerrojo se maneja fácilmente y se escamotea después de su uso pudiéndose mantener enhiesta y sin asegurar si es acompañada con la mano. 
La robustez y simplicidad del arma viene dada por su mecanismo de disparo que consta únicamente e tres piezas y un resorte básico. La selección del modo de disparo, entre modo semiautomático y automático se realiza variando la zona de pulsación sobre el disparador (gatillo) el cual posee dos ranuras en forma de media luna que permite, si se pulsa sobre la superior, el disparo en modo automático y, si se pulsa en el inferior el tiro a tiro. Un botón situado en la empuñadura permite asegurar el arma tanto en posición montada como desmontada.
El cañón, de 200 mm de longitud, va alojado dentro del tubo del arma y apoyado en los extremos más lejanos lo que le confiere una inmejorable alineación respecto a los elementos de puntería aguantando un trato muy rudo.

#### Sus partes
Esta arma se compone de las siguientes piezas y mecanismos:
Tubo de cierre
El tubo de cierre es un tubo cuyo extremo delantero está reforzado con un casquillo soldado destinado al engarce del cañón. En el cuerpo del tubo se han realizado las ventanas de expulsión y alimentación y el agujero para el diente del fiador. La parte trasera va cerrada por un tapón que engancha en unos tetones solidarios con el tubo en el que también se han practicado las muescas para la fijación del resorte recuperador. La parte delantera, donde va el casquillo de engarce del cañón, tiene una serie de agujeros de refrigeración.
Sobre el tubo se emplazan el punto de mira y el pie del alza y en la parte inferior el soporte de la caja de mecanismos de disparo y el enganche del culatín.
El interior del tubo va el cañón, el cual es inmovilizado mediante un chavetero situado en su parte trasera, o de recámara, y sujetado por las aletas que este tiene alrededor de su boca. El cerrojo se sitúa tras el cañón. Es un cilindro que aloja los mecanismos de percusión, seguro de inercia y engarzamiento del cartucho. Un vaciado en su parte inferior le permite correr por encima del cargador y en su parte trasera para alojar la guía del resorte recuperador. Este resorte termina en un disco que posee dos salientes que engarzan en las muescas del tubo y dos tetones que fijan el tapón.
Cajón de mecanismos
Es un bastidor que en su parte delantera tiene una sección cuadrada donde está el brocal del cargador, en cuyo borde superior se halla la tolva de alimentación de cartuchos y bajo esta una lengüeta que se aloja en el canal chavetero del cañón y lo inmoviliza de modo que las aletas que rodean la boca de fuego engarcen dentro de las estrías del casquillo del tubo quedando el cañón alineado. Esta lengüeta fija también el cajón de mecanismos en su parte delantera. En la parte trasera del brocal del cargador se sitúa el mecanismo de fijación del mismo.
La parte trasera del cajón de mecanismos aloja el mecanismo de disparo. Entre este y el cargador se sitúa la aleta de expulsión de las vainas de los cartuchos disparados que son arrastrados por el cerrojo en su movimiento de recuperación. Bajo el botón de seguridad se ubica el pistolete. En la zona posterior se encuentra en enganche de fijación del armazón al tubo.
El mecanismo de disparo está compuesto por un robusto fiador con un agujero ovalado sobre el que pivota y dos dientes a los lados. El disparador también tiene un agujero ovalado que está equipado con un pequeño diente que encaja en uno de los del fiador haciendo bascular, al ser pulsado, al fiador hacia abajo. El disparador lleva dos muescas en media luna que permite seleccionar el modo de tiro entre tiro a tiro y automático. El conjunto de las tres piezas es activado por medio de un resorte provisto de una guía colocado antagónicamente entre ellas. Bajo el fiador va el seguro, el cual es un pasador con varias muescas que sirven para inmovilizarlo. 
Culata
Dos largueros de acero en cuyo extremo está la cantonera forman la culata del arma. La cantonera se puede desplegar sobre el tubo sirviendo de apoyamanos o bien se puede desplegar toda la culata para poder apoyar el arma en el hombro. La cantonera esta taladrada para aligerar peso y los largueros reforzados mediante nervados.
Cargador
El arma puede portar cargadores de 20, 30 y 40 cartuchos. El cargador es del tipo de petaca con la munición ordenada al tresbolillo sin estrangulamiento que permite centrar la bala en su boca. Está compuesto por el tubo rectangular, la teja elevadora, su resorte y el tapón con su enganche.

#### Operación y funcionamiento
El Z-62 es un arma que funciona bajo el principio del sistema de cierre por masa con reculada y percusión adelantada. El modo de operación es el siguiente: una vez llenado el cargador con la munición, se introduce este en su alojamiento hasta que quede enganchado en el mismo. Se levanta la manilla del cerrojo (que está situada en la parte delantera izquierda del tubo) para quitar el cierre y, tirando de ella hacia atrás, desactiva el seguro de inercia o automático permitiendo que el cerrojo corra hacia atrás quedando retenido por el fiador en su posición montada. Tanto el resorte disparador como la manilla de cierre están comprimidos.
Cuando se suelta a manilla del cierre esta vuelve a su posición quedando asegurada sobre el cuerpo del tubo. La presión del resorte recuperador sobre el cerrojo hace que el fiador quede fijado en el extremo de su agujero ovalado y que uno de los dientes quede por encima del dientecillo del disparador.
Cuando se presiona en la media luna inferior del gatillo (tiro semiautomático) el dientecillo empuja al fiador liberando este el cierre. El cierre corre por el tubo impulsado por el resorte recuperador que al pasar sobre el cargador arrastra el cartucho que se encuentra en sus labios introduciéndolo en la recámara del cañón. El vástago de seguridad que sobresale en el frente del cerrojo choca contra el cañón, retrocediendo y empujando al brazo del balancín de percusión, que a su vez actúa sobre el percutor que golpea la cápsula fulminante del cartucho, disparando este.
La deflagración de los gases hace que el proyectil salga por el cañón y el cerrojo retroceda arrastrando la vaina que al pasar sobre el eyector hace que la vaina salga del arma. El cerrojo pasa sobre el fiador, que retrocede perdiendo el contacto con el dientecillo del disparador volviendo a subir para impedir que el cerrojo vuelva a bajar y fijarlo en la posición montada dejándolo listo para un nuevo ciclo. Es necesario soltar el disparador para que vuelva a situar su dientecillo por debajo del del cerrojo y pueda actuar sobre este.
Si se pulsa sobre la media luna superior (tiro automático o ametrallador) este retrocede sobre su eje y recorre todo el ojal (agujero ovalado) empujando al fiador que se mantiene oculto a no poder separar su diente del del disparador impidiendo, de esta forma, que pueda retener al cerrojo en su retroceso. En este modo de tiro, al agotarse la munición el cierre queda en su posición de cierre. El seguro situado sobre la empuñadura bloquea el cierre impidiendo su movimiento en cualquiera de los sentidos.
El alza tiene posiciones de 100 m y 200 m y el punto de mira se gradúa en forma horizontal. El culatín se extiende presionando los largueros y tirando de la cantonera.
Esta arma reemplazó en la equipación reglamentaria del ejército español al Z-45 y estuvo en servicio desde 1963 hasta comienzos de los años 70 que fue sustituida por el (Aunque en las islas Canarias se seguía usando el Z-62 hasta el final del servicio militar obligatorio) Z-70 y el Z-70B.
El modelo comercial, fabricado solo en 9 mm Parabellum, fue conocido como Z-63.

## Variantes

### Star Modelo Z-62B

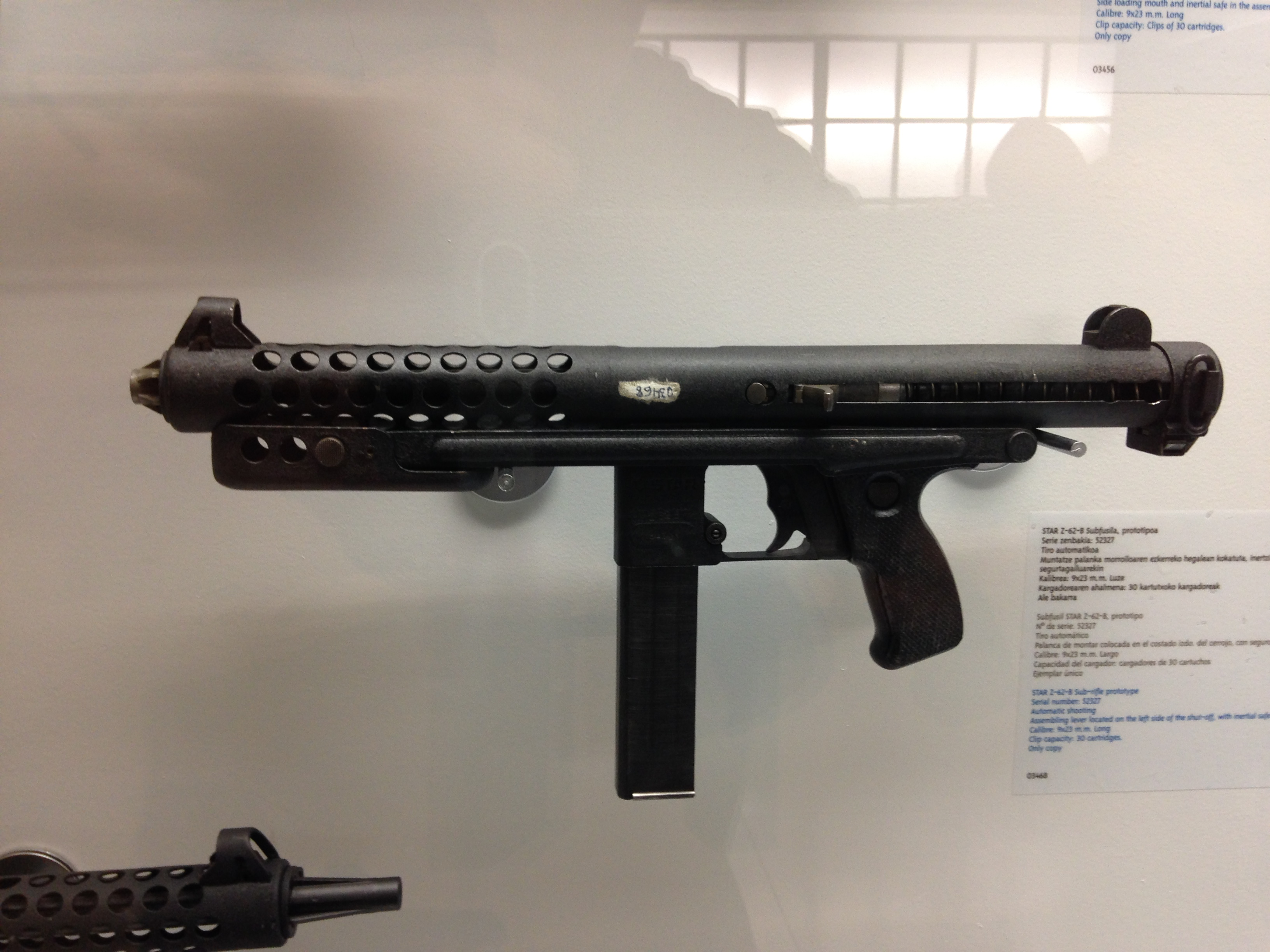
El Star Modelo Z-62B del Museo de la Industria Armera de Éibar.

Tiene un gatillo-selector con dos secciones. La manija de amartillado está en el lado izquierdo del cajón de mecanismos.

### Star Modelo Z-62C
Tiene un gatillo-selector con dos secciones. La manija de amartillado está en el guardamanos, al frente del cajón del mecanismos, como el HK MP5.

### Star Modelo Z-70 y Z-70B

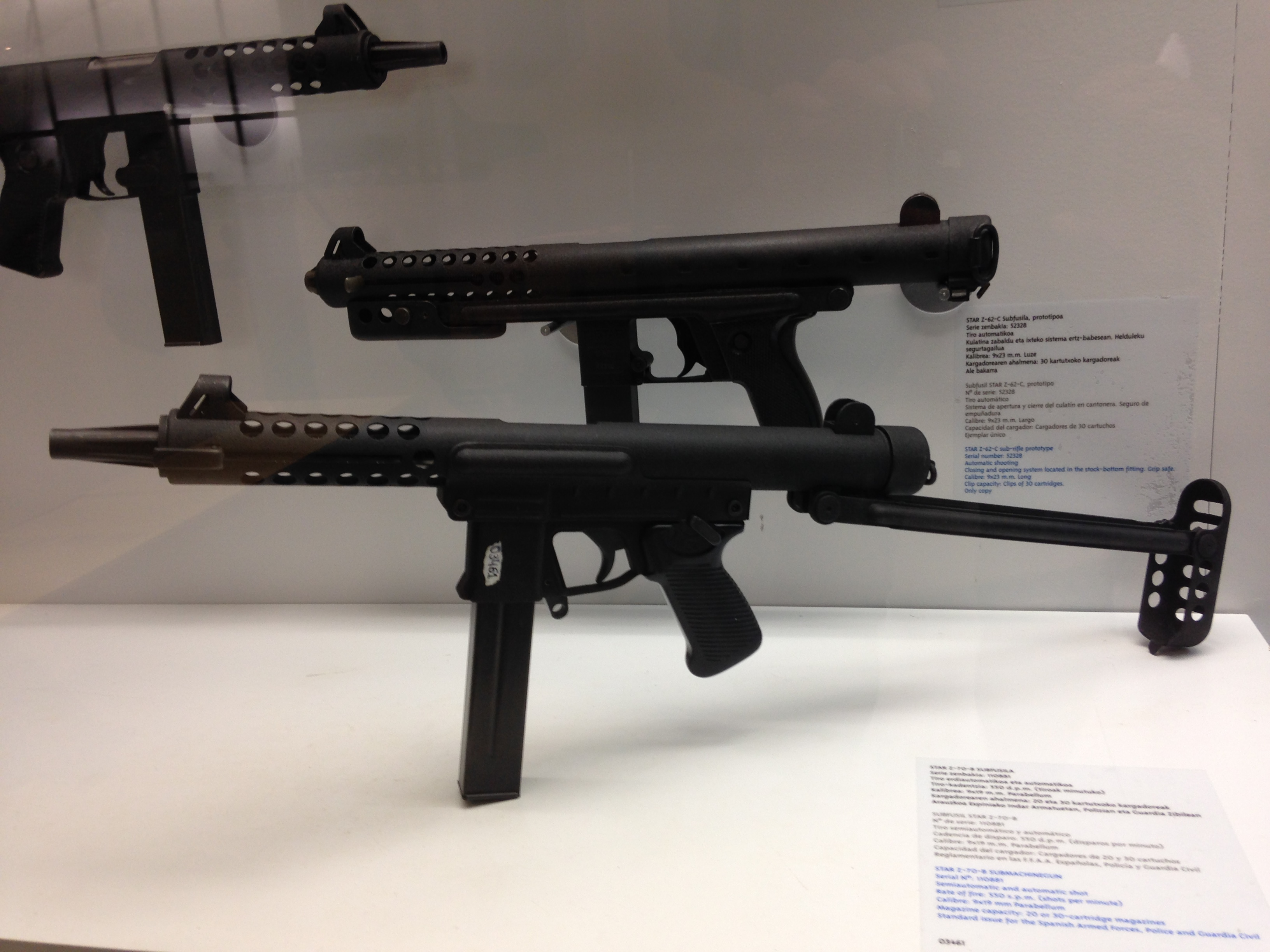
El Star Z-70 del Museo de la Industria Armera de Éibar.

El subfusil Z-70, y su variación Z-70B, es una mejora del modelo anterior Z-62/63. Las modificaciones introducidas no cambian las disposiciones de los elementos ni el peso y medidas del arma. El Z-70 solamente se fabricó para el cartucho 9 x 19 Parabellum, que es la munición estándar utilizada por la OTAN. El disparador de los Z-70 es un disparador giratorio monopunto convencional, realizándose la selección del modo de tiro mediante una palanca giratoria que se encontraba en el lado izquierdo del cajón de mecanismos, diseñada para ser manejada con el dedo pulgar. Este mismo elemento incorpora el ajuste de seguridad. Se introdujeron otros pequeños cambios que no afectan al arma. Un gatillo simple, con la palanca del seguro-selector en el cajón de mecanismos. Su manija de amartillado está en el guardamanos, al frente del cajón de mecanismos. 

#### Diferencias con el Z-62
Las diferencias que se introdujeron al nuevo modelo de arma se centran en el mecanismos de disparo y seguro. El mecanismo de disparo se ubica en la sección trasera del armazón de mecanismos debajo del expulsor de vainas. Alojado en él hay un robusto fiador en forma de palanca el cual está provisto de un agujero ovalado, en forma de ojal, sobre el que pivota. El fiador está equipado con un resorte que lo mantiene ante el cierre sujetándolo. El disparador está provisto de un diente y un pico. Cuando se pulsa el diente actúa sobre uno de los extremos del fiador haciendo que este bascule dejando libre el cerrojo. El pico conecta con el fiador de seguridad o de "montajes incompletos" ambos están tensado mediante un muelle enganchado entre ellos. Bajo el fiador se ubica el seguro de aleta que apuntala, desplaza hacia adelante y deja libre el fiador, realizando las funciones de asegurar el arma, seleccionar el modo de tiro automático o el semiautomático.

#### Operación y funcionamiento
Las diferencias constructivas con el Z-62 hacen que la operación sea también diferente. Esta diferencia se producen principalmente en la selección de modo de disparo y en el seguro. 
Para realizar el modo de tiro semiautomático o tiro a tiro se procede de la siguiente forma: Se pone la aleta selectora, manilla del seguro, en la posición "F" y se presiona sobre la cola del disparador el cual pivota sobre su eje y eleva el diente y baja el pico. El diente mueve al fiador y al pico del fiador de seguridad, dejando libre el cerrojo que corre por el tubo empujado por el resorte recuperador. Al pasar por el cargador recoge un cartucho de sus labios introduciéndolo en la recámara del cañón. El vástago de seguridad del mecanismo de percusión que sobresale en la parte frontal del cerrojo, al chocar este contra la recámara, se retrae y empuja el brazo del balancín de percusión, el cual pivota sobre su eje y fuerza al percutor a chocar contra la cápsula fulminante del cartucho haciéndolo detonar. La deflagración hace que el cerrojo vaya hacia atrás llevando la vaina, que la pasa sobre el eyector, expulsándola fuera del arma y el cerrojo llega hasta su posición de montado comprimiendo el resorte recuperador. Allí queda detenido por los fiadores. El cerrojo al pasar sobre el fiador empuja a este un poco hacia abajo haciéndole perder el contacto con el diente del disparador volviendo a subir interponiéndose en el camino del cerrojo. Será necesario accionar el disparador para poner su diente por debajo del brazo delantero del fiador y poder así, nuevamente, empujarlo.
Para realizar el modo de disparo automático o ametrallador se procede de la siguiente forma: Se pone la palanca selectora, palanca del seguro de aleta, en la posición marcada como "M". La leva del seguro empuja al fiador para adelante de forma que hace que su contacto con el diente del disparador sea permanente. Cuando el fiador pivota bajo la acción del diente del disparador porque se ha accionado sobre este, hace que el fiador se mantenga bajo, hasta tanto no se suelte el disparador lo que hace que el cerrojo quede libre y realice el proceso de disparo hasta agotar la munición del cargador o dejar de presionar el disparador. Cuando se acabe la munición y no se haya dejado de presionar sobre el disparador, el cerrojo quedará en posición de cierre (en la delantera) esperando a que nuevamente sea montada el arma.
Si accionamos la palanca selectora en posición "S", el cerrojo queda inmovilizado independientemente si está en posición de montado o de reposo. Para evitar disparos imprevistos el cierre quedará retenido por el fiador de seguridad si por cualquier motivo no completase el montaje.

## Usuarios
- Argentina
- Bolivia: fue suministrado a la Policía.[5]
- España[1]